# 岡野バルブ製造
岡野バルブ製造株式会社（おかのバルブせいぞう）は、福岡県北九州市門司区に本社を置く原子力発電所、火力発電所などの大型プラント向けバルブの製造・販売・メンテナンスなどを行う会社である。

## 沿革
- 1926年（大正15年） - 合資会社岡野商会設立[1]。
- 1934年（昭和9年） - 合資会社岡野製作所へ改称。
- 1936年（昭和11年） - 岡野バルブ製造株式会社へ改組。
- 1962年（昭和37年） - 東京証券取引所二部・福岡証券取引所に株式上場。
- 2023年（令和5年） - 福岡証券取引所上場廃止[2]。

## 事業所
- 本社・門司工場 - 福岡県北九州市門司区
- 行橋工場 - 福岡県行橋市